# Calohelcon obscuripennis
Calohelcon obscuripennis är en stekelart som beskrevs av Turner 1918. Calohelcon obscuripennis ingår i släktet Calohelcon och familjen bracksteklar. Inga underarter finns listade.